# Dell
A Dell Incorporated (Dell Részvénytársaság) egy, az USA Texas államában, Round Rock városában lévő székhelyű számítógépes hardvertervező és -gyártó vállalat. A New York-i tőzsdén (NYSE) jegyzett, nyílt jegyzésű részvénytársaság. Jelmondata a „Get more out of now”, magyarul: „hozzunk ki többet a mából”. 1984-ben alapították, akkor még számítógépekkel foglalkozó korlátolt felelősségű társaságnak. Kulcsemberei Michael Dell elnök és Kevin Rollins igazgató (2007-től csak Michael Dell). Világszerte körülbelül 55 000 embert foglalkoztat. Árbevétele 2004-ben elérte a 49,2 milliárd dollárt. Fő profilja még mindig a számítástechnikai hardverek, de foglalkozik asztali számítógépekkel, szerverekkel, laptopokkal és perifériákkal is.
Termékvonalába tartoznak még az adattároló és hordozható audioeszközök, a PDA-k, a szoftverek (ezen belül az otthoni és vállalati megoldások egyaránt).

## Története
1984-ben az austini Texas Egyetem tanulója, Michael Dell elkezdte árulni IBM-kompatibilis számítógépeit, melyeket ő szerelt össze alkatrészekből. Termékeit a „PC's Limited” (PC Kft.) névvel hozta forgalomba.
1985-ben a vállalat előállt első saját dizájnú számítógépével, a Turbo PC-vel, amely egy Intel 8088 kompatibilis processzort tartalmazott, és 8 MHz-en futott. Országos számítástechnikai magazinokban reklámozták, melyek közvetítő nélkül jutottak el a vevőkhöz. A vásárlók igényeinek megfelelő különböző kiegészítőkkel is vállalták a megrendelést. A PC's Limited árai alacsonyabbak voltak a kiskereskedelmi áraknál, és kényelmesebb volt a vevőnek csak a megrendelést leadni a különböző igényekkel, mintsem saját kezűleg otthon megépíteni a számítógépet. Bár nem ez a vállalat alkalmazta először, a PC's Limited lett az első, amely sikerre vitte ezt az üzleti modellt. Dell otthagyta az iskolát, hogy minden idejét az üzletnek szentelhesse. A cég bevétele már az első évben elérte a 6 millió dollárt.
1987-ben a PC' Limited felállította első szervizprogramját, hogy kielégíthesse a számítógépszervizek iránti keresletet.
1988-ban a PC's Limited felvette a Dell Computer Corporation nevet.
1991-ben megpróbálták a termékeket indirekt módon raktárakból és számítógép-üzletláncokon keresztül értékesíteni, kisebb sikerrel, ezután a cég újra visszaállította a sokkal sikeresebb "eladótól a vásárlónak" modellt.
1992-ben a Fortune Magazin felvette a Dell Computert A Világ 500 Legnagyobb Vállalata listájára.
1999-ben a Dell magába olvasztotta a Compaqot, és ezzel a legnagyobb személyi számítógép-értékesítő vállalattá vált az Amerikai Egyesült Államokban.
2002-ben a Dell elvesztette ezt a helyezést, miután a Hewlett-Packard megszerezte a Compaqot.
2003-ban a Dell ismét átvette a vezető pozíciót.
Azért, hogy megőrizze vezető helyét a számítástechnikában, a részvényesek megszavazták a cég nevének megváltoztatását, Dell Incorporatedre.
2004 márciusában a Dell megpróbált betörni a multimédia és az otthoni szórakoztatás világába televíziókkal, kézikészülékekkel és digitális zenei eszközökkel. A Dell kihozta új otthoni és kis teljesítményű irodai nyomtatóit is.
2004. december 22-én a cég jubilált, és elhatározta új üzemegységének felépítését az USA-beli Winston-Salemben, Észak-Karolinában.
A tökéletes szerviz gondolatiságát előtérbe helyezvén a Dell megnyitotta technikai bázisát az Alberta állambeli Edmonton városában, ahol kiszolgálták a saját és konkurens hardver- és szoftverigényeket is, mely gyorsan a Dell International Services (Dell Nemzetközi Szervizhálózat) fontos részlege lett.
A Dell 2004-ben, a 3. Emberi Jogokért Kampányon 100%-os minősítést szerzett az USA-ban.
2005 februárjában a Dell megszerezte az első helyet a Fortune Magazin „Legbámulatosabb Vállalatok” listáján.
2005 októberében a Dell International Services megnyitotta call centerét Manilában. A legtöbb ügyfél nem is vette észre, hogy nem amerikai ügyfélszolgálatosokkal beszél, köszönhetően a call centeresek tökéletesen elsajátított amerikai akcentusának.
2005 novemberében a Business Week magazin megjelentetett egy cikket „It's Bad to Worse at Dell” (szabad fordításban: Rosszabb a rossznál a Dellnél) címmel. A Dell beismerte, hogy a hibás kondenzátorok az Optiplex GX270 és GX280 alaplapokon eddig már 300 millió dollárjába kerültek a cégnek.

## Működés

### Üzleti modell
A Dell termékeit az egyéni és vállalati ügyfeleknek is értékesíti közvetlen értékesítési hálózatán keresztül, egyaránt használva az internetet és a telefonvonalat. A Dell feltűnik még ügyfélorientált eladási módszerével pultjainál és üzletközpontokban is. A Dell fenntartja a "negatív" pénz átalakulási körforgást eme modell használatával.

### Marketing
A Dell-reklámok megjelennek a televízióban, az interneten, a magazinokban, a katalógusokban és az újságokban, különleges akciókkal a minél nagyobb értékesítési szám érdekében.
Népszerű, vicces televíziós és nyomtatott reklámkampányában a korai 2000-es években szerepelt Ben Curtis színész, aki Stevent játszotta. A bolondos szőke hajú kölyök, aki segédnek ment egy szervizbe, nagy sikert hozott a cégnek. Mindegyik reklám Steven kedvenc szólásával ért véget: „Dude, you're gettin' a Dell!” (szabad fordításban: Haver, szerezté' egy Dellt!).

### Versenytársak
A Dell főbb versenytársai:
- Hewlett-Packard/Compaq
- Sun Microsystems
- Gateway/Emachines
- Lenovo
- Sony
- Toshiba

A vásárokon általában az Alienware-rel, Falcon Northwesttel jelenik meg.